# Gossas
Gossas – miasto w Senegalu, w regionie Fatick. Według danych szacunkowych na rok 2010 liczy 10 877 mieszkańców.